# Mansour Ghandriz
Mansoor Ghandriz (en persan : منصور قندریز), né à Tabriz en 1936 et mort en 1966, est un peintre et graveur iranien.
Il a utilisé les formes iraniennes dans l'art moderne et a été l'un des créateurs du mouvement Saqqa-Khaneh dans la peinture iranienne.

## Biographie
Mansour Ghandriz naît et grandit à Tabriz, au nord-ouest de l'Iran, le 1er mars 1936.
Alors qu'il est encore au lycée, Ghandriz est attiré par les peintures réalistes progressistes de l'artiste russe Ilia Répine (1844-1930) et de l'artiste russe d'origine arménienne Ivan Aïvazovski (1817-1900). Ghandriz étudie ensuite à la Faculté des Beaux-Arts de l'Université de Téhéran. Avant de se tourner vers une exhortation paradigmatique du langage moderniste au sein de la narration iranienne locale, et de développer son propre style semi-abstrait, il est initié au modernisme européen, et il s'est plongé dans la tradition des réalistes russes et de l'art classique et figuratif européen.
Incorporant les techniques figuratives des Vieux Maîtres, il a créé sa propre abstraction corporelle, qui indique également un processus de formalisation progressive, passant des formes libres à l'ordre. Matisse, Picasso et les peintures miniatures persanes ont inspiré les premiers travaux figuratifs de Ghandriz. Il a choisi, comme le commente un critique, « des symboles mystiques pour combiner des éléments traditionnels et modernes dans ses dessins abstraits ».
Mansour Ghandriz fait partie des artistes qui ont fondé le mouvement Saqqa-Khaneh, un mouvement artistique d'art moderne néo-traditionnel iranien. En tant que tel, il fait souvent référence à l'art décoratif traditionnel iranien, des étendards métalliques portés dans les processions religieuses aux motifs textiles et les combine avec des techniques et des démarches artistiques modernes.
Ghandriz a joué un rôle central dans la création en 1964 de la Talar-e Iran (Galerie d'Iran), un important lieu d'exposition et de rassemblement pour les artistes de la capitale iranienne,.
Mansour Ghandriz meurt dans un accident de la route dans le nord du pays le 26 février 1966,.

## Postérité
Après la mort brutale de Mansour Ghandriz, la Galerie d'Iran est renommée en son honneur Talar-e Ghandriz.
En 2016, l'une de ses œuvres, Untitled, s'est vendue pour 250 000 $, qui « laisse entrevoir un avenir prometteur pour la vente d'œuvres d'art en Iran ».